# Arthur Balfour
Arthur Balfour, 1. hrabě z Balfouru, (25. červenec 1848 – 19. březen 1930) byl britský státník, člen Konzervativní strany a premiér. Jako ministr zahraničí byl autorem Balfourovy deklarace, která podporovala zřízení vymezeného území pro Židy v Palestině (nyní Izrael).

## Mládí
Arthur Balfour se narodil jako nejstarší syn skotského poslance Jamese Maitlanda Balfoura a jeho ženy Blanche. Studoval na škole v Hoddesdonu, Eton College a Trinity College v Cambridgi. Roku 1875 zemřela na tyfus May Lytteltonová, jeho sestřenice, se kterou se chtěl oženit, a poté už zůstal až do smrti svobodným mládencem.
Roku 1874 byl zvolen poslancem do Dolní sněmovny za obvod Hertford. Na jaře roku 1878 se stal soukromým tajemníkem svého strýce Roberta Cecila, který v té době zastával funkci ministra zahraničí. V této pozici se zúčastnil Berlínského kongresu, kde získal své první zkušenosti v mezinárodní politice.

## Politická kariéra
Cecil ho jmenoval roku 1885 prezidentem rady pro místní samosprávu a následující rok správcem Skotska s právem účastnit se jednání vlády. Na počátku roku 1887 rezignoval pro nemoc správce Irska Michael Hick-Beach a strýc ho dosadil na jeho místo. V parlamentu odrážel snahy Irské parlamentní strany o projednání otázky samosprávy Irska, spojil se s liberálními unionisty a podporoval jejich aktivity v Irsku.
Po smrti W. H. Smitha roku 1891 se po něm stal lordem strážcem pokladu. Po pádu vlády roku 1892 zastával tři roky funkci vůdce opozice a poté, co se konzervativci vrátili k moci roku 1895, stal se předsedou dolní komory parlamentu. V době Cecilovy nemoci a v čase jeho nepřítomnosti v zemi ho zastupoval ve funkci ministra zahraničí.

## Premiér
Po Cecilově rezignaci v červenci 1902 se stal jeho nástupcem na pozici premiéra. Pozoruhodným úspěchem jeho vlády bylo zřízení stálé komise pro obranu impéria.
V zahraniční oblasti spolu se svým ministrem zahraničí dosáhl výrazného zlepšení vztahů s Francií, které vyvrcholilo roku 1904 Srdečnou dohodou. V tomto období došlo ke krizi ve vztazích mezi Japonskem a Ruskem. Británie se dostala jako spojenec Japonska na hranici války s Ruskem.
V domácí politice převládal zápas o reformu daní. Stávající systém daní chránil Britské impérium proti narůstající ekonomické síle Německa a Spojených států amerických a umožňoval financovat zvýšené náklady v sociální oblasti. Aby uklidnil situaci, navrhl uplatnit odvetné clo vůči zemím, které uplatňovaly clo vůči Británii. Tento návrh ale neuspokojila ani zastánce volného obchodu, ani stoupence reformy daní. S jeho souhlasem rezignoval Chamberlain i další tři ministři, zastánci volného obchodu, z vlády. To ale oslabilo její pozici, a tak v prosinci 1905 rezignoval na funkci premiéra i Balfour.

## Další politická kariéra
I po drtivé porážce ve volbách roku 1906 zůstal vůdcem Konzervativní strany, ale jeho možnosti oponovat velké přesile liberálů v parlamentu byly omezené. Začal proto uplatňovat kontroverzní politiku blokace a úprav zákonů navržených liberály ve Sněmovně lordů, která byla v rukou konzervativců. Vůdce liberálů David Lloyd George nakonec navrhl státní rozpočet, který vedl k ústavní krizi a následně k zákonu upravujícímu právo horní komory parlamentu zasahovat do zákonů pouze na zadržení jejich přijetí na maximálně dva roky. Poté, co se konzervativcům nepodařilo vyhrát volby v prosinci 1910, rozdělili se konzervativní členové horní komory při hlasování o tomto zákoně tak, aby se vyhnuli jmenování nových liberálních členů Sněmovny lordů, kteří by tento zákon podpořili. Balfour, vyčerpaný politickými spory, rezignoval na vůdce Konzervativní strany, i když zůstal vlivným politikem.
Poté, co v prosinci 1916 padla Asquithova vláda, byl pověřen sestavením nové Lloyd George a Balfour v ní zastával funkci ministra zahraničí. Jeho nejznámějším počinem v této pozici byla Balfourova deklarace, dopis, který roku 1917 napsal lordu Rothschildovi a ve kterém přislíbil Židům přidělení území pro vytvoření jejich státu v Palestině, v té době součásti Osmanské říše.
V memorandu do Ameriky 4. října 1918 se domníval, že si na Rusi Masarykovi legionáři pomohou sami, avšak doporučoval Americe, aby nebránila Francii a Japonsku v pomoci, když již sama jí není schopna. 
V roce 1919 Balfour napsal: „V Palestině nenavrhujeme se zabývat, a to ani formou konzultací, přáními současných obyvatel země, i když Americká komise šla cestou dotazování, co jsou zač... Čtyři velmoci jsou oddány sionismu. A sionismus, ať už je správný nebo nesprávný, dobrý nebo špatný, má kořeny v letitých tradicích, v současných potřebách, v budoucích nadějích, mnohem hlubšího významu než touhy a předsudky 700 000 Arabů, kteří nyní obývají onu starověkou zemi.“
Po Versailleské konferenci roku 1919 rezignoval na funkci ministra zahraničí, ale zůstal členem vlády. V letech 1921–23 reprezentoval Británii na Washingtonské konferenci.
Navzdory mnoha případům nachlazení se těšil až do roku 1928 dobrému zdraví a byl pravidelným hráčem tenisu. Na konci roku byl postižen nepřetržitými problémy oběhového systému, které nakonec v březnu roku 1930 ukončily jeho život. Balfourovy ostatky byly na jeho přání uloženy na rodinném sídle Whittingehame.

## Připomínka
V Izraeli je osobnost Arthura Balfoura připomínána například názvem vesnice Balfourija nebo lesem Ja'ar Balfour. V mnoha izraelských městech jsou po něm také pojmenovány ulice například Rechov Balfour v Jeruzalému nebo Tel Avivu.